# İncilli
İncilli è un comune dell'Azerbaigian situato nel distretto di Cəlilabad. Conta una popolazione di 608 abitanti.